# Rastreo

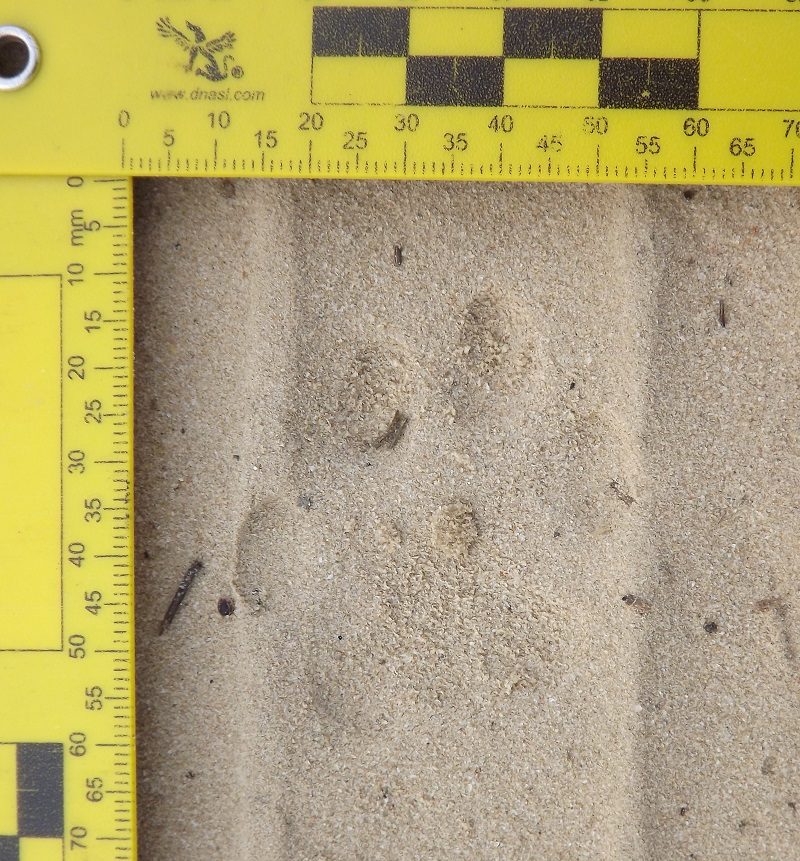
Huella de lince ibérico (Lynx pardinus)

El rastreo consiste en obtener información de un entorno en el que un sujeto o suceso ha tenido lugar, a través de la identificación e interpretación de indicios encontrados (huellas, rastros, excrementos, marcas...). Se trata de una disciplina que ha permitido al ser humano desarrollar habilidades de deducción y resolver cuestiones cotidianas cuando no existe una respuesta inmediata.
Generalmente, se aplica al estudio y seguimiento de animales, aunque se puede aplicar a personas, vehículos, etc.

## Historia

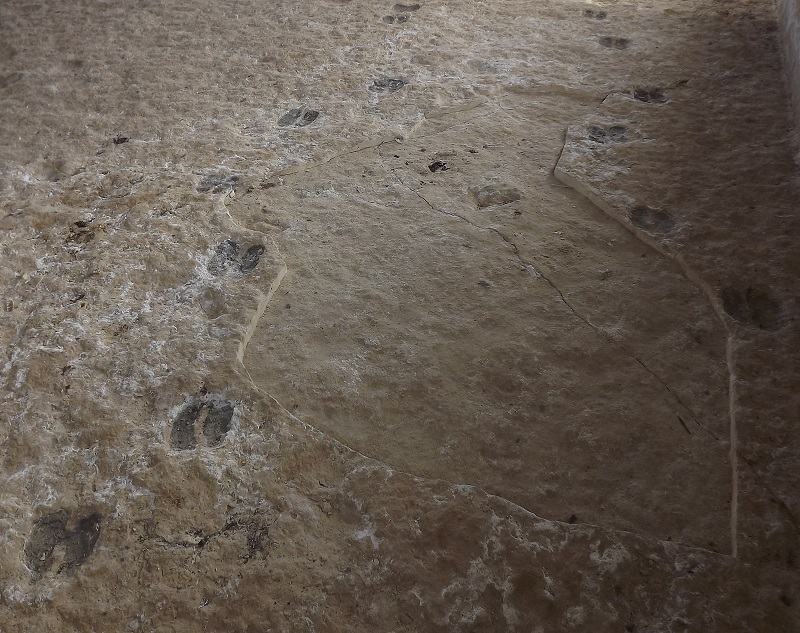
Huellas fósiles de camello

Louis Liebenberg, en su libro "El arte del rastreo: El origen de la Ciencia", defendía la hipótesis de que el rastreo, llevado a cabo por los primeros individuos del género Homo, fue el inicio de la ciencia, ya que fue la primera vez que un ser vivo desarrolló el método científico, es decir, el contraste de hipótesis. La identificación de unas huellas concretas, y su relación con el animal que las ha originado, conlleva un pensamiento complejo que suponía el uso de memoria, imaginación y relación de ideas. Desde entonces, el rastreo ha formado parte del ser humano hasta nuestros días, derivando en diferentes disciplinas que conllevan la correlación de indicios tales como historia, protección del medio ambiente, seguridad vial, investigación criminal, etc.  

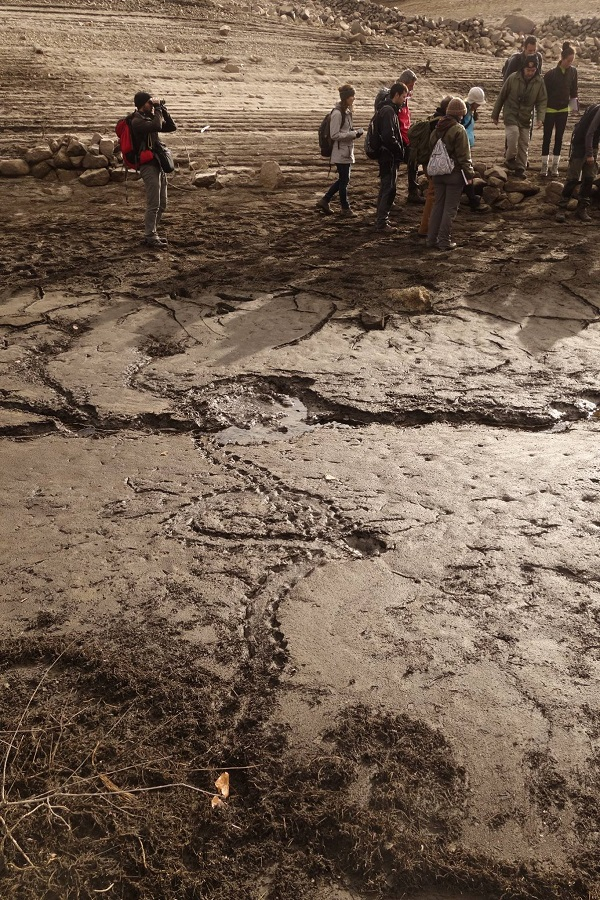
Rastreo en barro (Sierra de Guadarrama)

## Modalidades de rastreo
Atendiendo a los tipos de objetivos, metodologías y resultados de las acciones de rastreo, pueden dividirse en dos categorías:

### Identificación e interpretación
Consiste en la lectura de huellas, indicios o rastros puntuales (metros o decenas de metros) con el fin de obtener datos como el agente causal, la datación de la antigüedad del rastro, la reconstrucción de un hecho, su relación con el entorno... Implica un amplio conocimiento de indicios de especies y orígenes diferentes entre las que poder discriminar, así como sobre el comportamiento de los sujetos o las condiciones del lugar.  

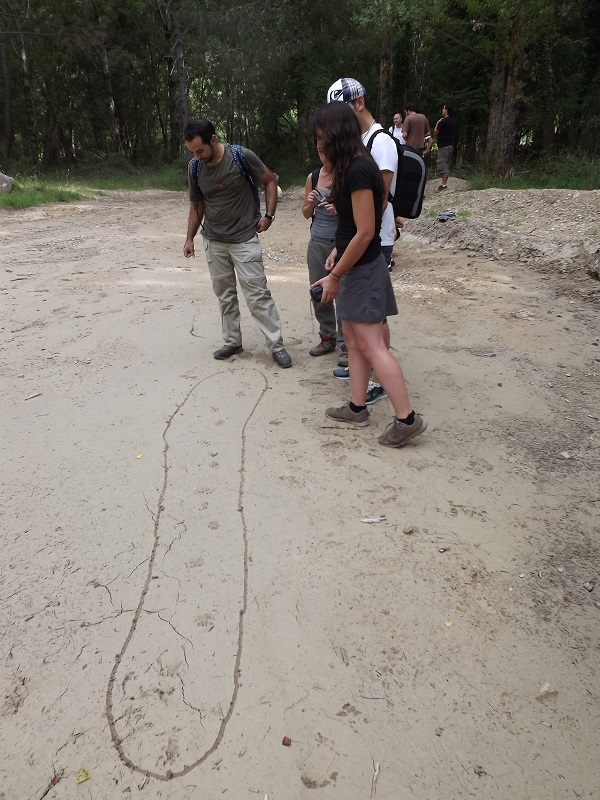
Pisteo: Seguimiento de un rastro concreto

### Pisteo otrailing
Esta modalidad tiene como fin principal encontrar al sujeto concreto que ha originado un rastro o indicio. Suele realizarse basándose en rastros o pistas originados durante largos desplazamientos (varios cientos de metros o kilómetros), rastreando los indicios originados al moverse. Para ello es necesario discriminar el rastro del sujeto de otros similares, sin embargo, a diferencia de la modalidad anterior, la posible cercanía del agente causal del rastro pisteado, es necesario además atender a otros aspectos que pudieran afectar al éxito del rastreo como es la dirección del viento, la emisión de sonidos...
Los principios básicos del pisteo son:
1. Situarse justo encima del rastro: Ello permite mantener el punto de vista más cercano al del sujeto pisteado. Puede suponer pisar alguna de las huellas, aunque se debe tratar de evitar en la medida de lo posible.
2. Caminar erguido: Un ejercicio de pisteo medio suele prolongarse durante horas, por ello habrá que mantener una postura fisiológica cómoda para el rastreador, evitando caminar encorvado o agachado si no es necesario.
3. Mantener la concentración: El rastreador debe evitar desconcentrarse con estímulos no relacionados con el pisteo o con la seguridad de sí mismo. Las distracciones puntuales, como las provocadas por animales a la huida, mantienen el nivel de alerta del rastreador y aportan información sobre su entorno cercano. Por el contrario, detenerse a contemplar un paisaje o comenzar a seguir otro rastro no relacionado con el pisteo por simple curiosidad, pueden suponer una pérdida de concentración innecesaria, que puede hacer disminuir las probabilidades de éxito.
4. En caso de duda, seguir la ruta más obvia: En aquellos puntos donde sea pueda existir confusión o dificultad para seguir un rastro, se recomienda seguir la trayectoria más probable del sujeto rastreado, tomando como base el pisteo que se lleva recorrido. De este modo, un animal que trote en línea recta probablemente continúe con la misma dirección, mientras que uno que se desplaza siguiendo las curvas de nivel, probablemente continúe haciéndolo.
5. En caso de bloqueo, tomarse tiempos muertos: Cuando una situación de confusión o duda se prolonga más de unos segundos, el rastreador puede entrar en una fase de bloqueo, provocada por un aparente sentimiento de fracaso momentáneo que le desconcentra. En estos momentos, puede ser útil detenerse unos pocos minutos a descansar, disminuir los niveles de tensión y nerviosismo, para continuar de nuevo el avance efectivo del pisteo en la última huella detectada.

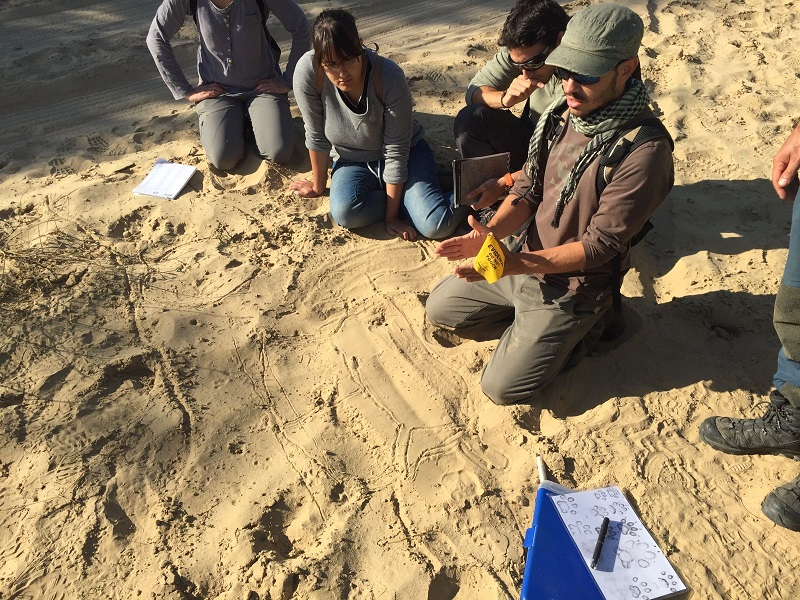
Rastreo en arena (P.N. Doñana)

## El rastreo en la actualidad
Hoy en día, el rastreo sigue utilizándose en diversos ámbitos del ser humano. Existen colectivos de cazadores en diversas partes del mundo (África, Sudamérica, Oceanía...) que continúan utilizando técnicas de rastreo para encontrar proteína animal, ya sea como parte principal o como complementaria de su dieta. En estas mismas localizaciones, también se han desarrollado los últimos años diversos sistemas de formación y estandarización de conocimiento y experiencia en rastreo con el fin de proporcionar al sector turístico y cinegético más probabilidades de encontrar determinados animales.
Sin embargo, en zonas desarrolladas como Europa o Norteamérica, el rastreo se sigue utilizando además de en el ámbito cinegético, en el científico. A pesar del desarrollo tecnológico aplicado al estudio de la naturaleza propio de la actualidad, aún muchos estudios científicos utilizan técnicas de rastreo para detectar especies, realizar estimas de abundancia, estudiar relaciones ecológicas entre especies, etc.  

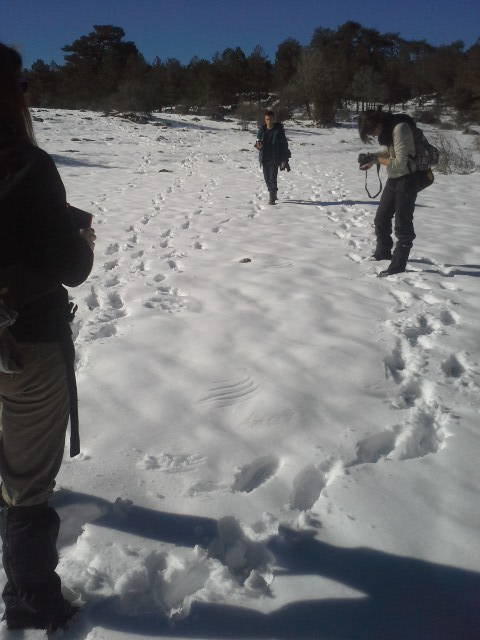
Rastreo en nieve (P.N. Sierra de Cazorla, Segura y Las Villas)

En países tanto del hemisferio norte como del sur, existe los últimos años una tendencia a la estandarización de conocimientos sobre rastreo mediante sistemas de formación normalizados que forman y evalúan las capacidades y habilidades de los rastreadores, de manera similar a otros estándares de calidad (como los de idiomas, seguridad vial, etc).

## Icnotipo
Un icnotipo es la imagen que representa aquellos caracteres que determinan la diferenciación específica de una especie concreta. Es una representación que engloba el conjunto de rasgos que definen una especie o conjunto de especies muy similares. Hay taxones que debido a su pequeño tamaño o similitud biométrica y morfológica, que no permiten establecer un icnotipo preciso para cada especie, pasando entonces a englobar a más de una especie o género.
El proceso de elaboración de un icnotipo comienza con una toma de datos rigurosa e indubitada de indicios de una especie concretas (en unas condiciones que garanticen la fiabilidad de la información evitando posibles confusiones), lo cual supone muchas ocasiones recurrir en un principio a ejemplares en cautividad. En una segunda fase, se contrasta el banco de imágenes obtenido, para establecer cuáles son los caracteres que diferencian dicha especie de otras similares. Por último, se crea el icnotipo como una representación gráfica del conjunto de rasgos que van a servir para mostrar las características concretas de cada rastro. Posteriormente se pone a prueba el icnotipo en condiciones de campo reales, en las que es posible que surjan modificaciones del icnotipo inicial. 

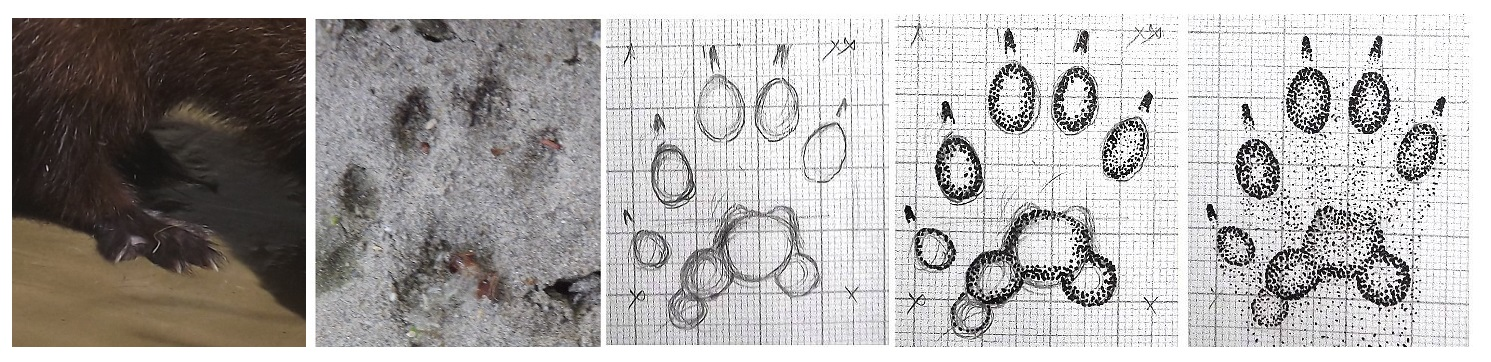
Proceso de elaboración de un icnotipo